# Хвостова рекурсія
Хвостова рекурсія — це випадок рекурсії, коли рекурсивний виклик функції відбувається наприкінці її роботи. Використовується у мовах програмування для оптимізації, через можливість заміни виклику функції на ітерацію, без використання стеку. Ця оптимізація широко використовується у функціональних мовах програмування, а також у таких мовах програмуваннях як C завдяки прапорцям оптимізації для компілятора.   

## Опис
Коли відбувається виклик функції комп'ютер має запам'ятати адресу повернення, щоб після завершення викликаної функції повернутися і продовжити виконання програми. Зазвичай адреса виконання зберігається у стеку. Іноді, остання дія функції після завершення всіх інших операцій, це просто виклик функції, можливо самої себе, і повернення результату. В цьому випадку немає необхідності запам'ятовувати адресу повернення, знову викликана функція буде повертати результат безпосередньо за адресою повернення записаною для початкової функції.

## Приклади
Приклад на Scheme:
```
(
define
 
(
factorial
 
n
)

  
(
define
 
(
fac-times
 
n
 
acc
)

    
(
if
 
(
=
 
n
 
0
)

        
acc

        
(
fac-times
 
(
-
 
n
 
1
)
 
(
*
 
acc
 
n
))))

  
(
if
 
(
<
 
n
 
0
)

      
(
display
 
"Невірний параметр!"
)

      
(
fac-times
 
n
 
1
)))

```

Приклад на Scala:
```
def factorial(x: BigInt) = {

  def f2(x: BigInt, sum: BigInt): BigInt =
    if (x == 1) sum else f2(x - 1, x * sum)

  f2(x, 1)
}

```

Приклад на Erlang:
```
-module(test).
-export([fac/1]).
fac(N) -> fac(N,1).

fac(0,A) -> A;
fac(N,A) -> fac(N-1,N*A).

```